# 小松市
小松市（日语：／ Komatsu shi */?）是位於日本石川縣南部的行政區劃，西側臨日本海。人口為石川縣內僅次于金澤市、白山市的第三大城市。
日本的重型機械設備製造公司小松製作所即發跡於此，小松製作所也成為過去帶動本地發展的企業，並吸引許多相關機械設備產業在此發展，現在包括村田製作所、普利司通、J-BUS在此都有製造據點。
也由於擁有北陸地區最大的機場－小松飛行場的緣故，成為北陸對外空運最主要的物流轉運據點。

## 人口
| 小松市人口分布圖 |                                               |  |
| 小松市與日本全國年齡別人口分布比較圖 （2005年資料） | 小松市的年齡、男女別人口分布圖 （2005年資料） |  |
| ■紫色是小松市 ■綠色是全国 | ■藍色是男性 ■紅色是女性                       |  |
| 小松市人口變化 \| 1970年 \| 95,684人 \| \| \| 1975年 \| 100,273人 \| \| \| 1980年 \| 104,329人 \| \| \| 1985年 \| 106,041人 \| \| \| 1990年 \| 106,075人 \| \| \| 1995年 \| 107,965人 \| \| \| 2000年 \| 108,622人 \| \| \| 2005年 \| 109,084人 \| \| \| 2010年 \| 108,433人 \| \| \| 2015年 \| 106,919人 \| \| \| 2020年 \| 106,216人 \| \| |                                               |  |
| 資料來源：日本總務省統計中心提供之人口普查數據 |                                               |  |
| 1970年 | 95,684人                                      |  |
| 1975年 | 100,273人                                     |  |
| 1980年 | 104,329人                                     |  |
| 1985年 | 106,041人                                     |  |
| 1990年 | 106,075人                                     |  |
| 1995年 | 107,965人                                     |  |
| 2000年 | 108,622人                                     |  |
| 2005年 | 109,084人                                     |  |
| 2010年 | 108,433人                                     |  |
| 2015年 | 106,919人                                     |  |
| 2020年 | 106,216人                                     |  |

## 歷史
本地過去在令制國時代最初屬於越前國江沼郡，9世紀後改隸屬新設立的加賀國，並屬於自江沼郡分出設立的能美郡；12世紀後成為富樫氏的勢力範圍，當時在此地沿海區域設有安宅關。16世紀末加賀一向一揆期間在此建立了小松城，丹羽長秀之丹羽長重在1598年曾一度獲封此地，並將居城牽至小松城，也因此在當時被稱為小松宰相或小松參議，1600年關原之戰期間加入西軍的丹羽長重也一度在此與加入東軍的前田利長在此發生淺井畷之戰；戰後本地成為前田利長加賀藩的領地，小松城在1615年實施一國一城令後一度遭到廢城，但在1639年又以作為加賀藩第2代藩主前田利常隱居住所，再度重建小松城。
在19世紀末江戶時代結束前，現在的小松市轄區大多為加賀藩的領地，不過在西部仍有小部分區域屬於加賀藩的支藩大聖寺藩，南部部分區域則為幕府直屬領。明治維新後，屬於幕府的領地劃入本保縣，實施廢藩置縣後原屬加賀藩和大聖寺藩的區域則改設為金澤縣和大聖寺縣，在1871年的第一次府縣整併後大聖寺縣被併入金澤縣，本保縣則被併入福井縣，當時的福井縣在1872年旋即更名為足羽縣，金澤縣也在同一年更名為石川縣，而足羽縣內過去屬於屬於加賀國的區域則在同年底改被劃入石川縣。
1889年，日本實施町村制，現在的小松市轄區在當時分屬小松町、安宅町、串村、末佐美村、今江村、本折村、淺井村、蓮江村、牧村、粟津村、木津村、瀨谷村、大杉村、金野村、新丸村、中海村、里川村、古河村、高田村、田川村、西尾村、千針村、白木村、沖杉村、月津村、那谷村、矢田野村共27個行政區劃。
經歷1907年和1940年的兩次整併，位於北部區的16個行政區劃合併為小松市，其他區域則在1955年及1956年先後併入，組成現在的小松市。

### 變遷表
| 1889年4月1日              | 1889年 - 1912年             | 1889年 - 1912年             | 1912年 - 1944年             | 1945年 - 1954年             | 1955年 - 1989年            | 1989年 - 現在             | 現在                      |
| ------------------------- | --------------------------- | --------------------------- | --------------------------- | --------------------------- | -------------------------- | ------------------------- | ------------------------- |
| 小松町                    | 小松町                      | 小松町                      | 1940年12月1日 合併為小松市  | 1940年12月1日 合併為小松市  | 1940年12月1日 合併為小松市 | 小松市                    | 小松市                    |
| 安宅町                    |                             |                             | 1940年12月1日 合併為小松市  | 1940年12月1日 合併為小松市  | 1940年12月1日 合併為小松市 | 小松市                    | 小松市                    |
| 串村                      | 串村                        | 1907年8月5日 合併為御幸村   | 1940年12月1日 合併為小松市  | 1940年12月1日 合併為小松市  | 1940年12月1日 合併為小松市 | 小松市                    | 小松市                    |
| 末佐美村                  |                             | 1907年8月5日 合併為御幸村   | 1940年12月1日 合併為小松市  | 1940年12月1日 合併為小松市  | 1940年12月1日 合併為小松市 | 小松市                    | 小松市                    |
| 今江村                    |                             | 1907年8月5日 合併為御幸村   | 1940年12月1日 合併為小松市  | 1940年12月1日 合併為小松市  | 1940年12月1日 合併為小松市 | 小松市                    | 小松市                    |
| 本折村                    | 本折村                      | 1907年8月5日 合併為苗代村   | 1940年12月1日 合併為小松市  | 1940年12月1日 合併為小松市  | 1940年12月1日 合併為小松市 | 小松市                    | 小松市                    |
| 淺井村                    |                             | 1907年8月5日 合併為苗代村   | 1940年12月1日 合併為小松市  | 1940年12月1日 合併為小松市  | 1940年12月1日 合併為小松市 | 小松市                    | 小松市                    |
| 蓮江村                    |                             | 1907年8月5日 合併為苗代村   | 1940年12月1日 合併為小松市  | 1940年12月1日 合併為小松市  | 1940年12月1日 合併為小松市 | 小松市                    | 小松市                    |
| 牧村                      |                             |                             | 1940年12月1日 合併為小松市  | 1940年12月1日 合併為小松市  | 1940年12月1日 合併為小松市 | 小松市                    | 小松市                    |
| 粟津村                    | 粟津村                      | 1907年8月5日 合併為粟津村   | 1940年12月1日 合併為小松市  | 1940年12月1日 合併為小松市  | 1940年12月1日 合併為小松市 | 小松市                    | 小松市                    |
| 木津村                    |                             | 1907年8月5日 合併為粟津村   | 1940年12月1日 合併為小松市  | 1940年12月1日 合併為小松市  | 1940年12月1日 合併為小松市 | 小松市                    | 小松市                    |
| 高田村                    | 高田村                      | 1907年8月5日 合併為板津村   | 1940年12月1日 合併為小松市  | 1940年12月1日 合併為小松市  | 1940年12月1日 合併為小松市 | 小松市                    | 小松市                    |
| 田川村                    |                             | 1907年8月5日 合併為板津村   | 1940年12月1日 合併為小松市  | 1940年12月1日 合併為小松市  | 1940年12月1日 合併為小松市 | 小松市                    | 小松市                    |
| 千針村                    |                             | 1907年8月5日 合併為板津村   | 1940年12月1日 合併為小松市  | 1940年12月1日 合併為小松市  | 1940年12月1日 合併為小松市 | 小松市                    | 小松市                    |
| 1907年8月5日 合併為白江村 |                             |                             | 1940年12月1日 合併為小松市  | 1940年12月1日 合併為小松市  | 1940年12月1日 合併為小松市 | 小松市                    | 小松市                    |
| 白木村                    | 1891年11月21日 更名為園江村 |                             | 1940年12月1日 合併為小松市  | 1940年12月1日 合併為小松市  | 1940年12月1日 合併為小松市 | 小松市                    | 小松市                    |
| 白木村                    | 1891年11月21日 併入沖杉村   |                             | 1940年12月1日 合併為小松市  | 1940年12月1日 合併為小松市  | 1940年12月1日 合併為小松市 | 小松市                    | 小松市                    |
| 沖杉村                    |                             |                             | 1940年12月1日 合併為小松市  | 1940年12月1日 合併為小松市  | 1940年12月1日 合併為小松市 | 小松市                    | 小松市                    |
| 中海村                    | 中海村                      | 中海村                      | 中海村                      | 中海村                      | 1955年4月1日 併入小松市    | 小松市                    | 小松市                    |
| 那谷村                    |                             |                             |                             |                             | 1955年4月1日 併入小松市    | 小松市                    | 小松市                    |
| 矢田野村                  |                             |                             |                             |                             | 1955年4月1日 併入小松市    | 小松市                    | 小松市                    |
| 月津村                    |                             |                             |                             |                             | 1955年4月1日 併入小松市    | 小松市                    | 小松市                    |
| 瀨谷村                    | 瀨谷村                      | 1907年8月5日 合併為大杉谷村 | 1907年8月5日 合併為大杉谷村 | 1907年8月5日 合併為大杉谷村 | 1956年9月30日 併入小松市   | 小松市                    | 小松市                    |
| 大杉村                    |                             | 1907年8月5日 合併為大杉谷村 | 1907年8月5日 合併為大杉谷村 | 1907年8月5日 合併為大杉谷村 | 1956年9月30日 併入小松市   | 小松市                    | 小松市                    |
| 金野村                    |                             |                             |                             |                             | 1956年9月30日 併入小松市   | 小松市                    | 小松市                    |
| 新丸村                    |                             |                             |                             |                             | 1956年9月30日 併入小松市   | 小松市                    | 小松市                    |
| 西尾村                    |                             |                             |                             |                             | 1956年9月30日 併入小松市   | 小松市                    | 小松市                    |
| 里川村                    | 里川村                      | 1907年8月5日 合併為國府村   | 1907年8月5日 合併為國府村   | 1907年8月5日 合併為國府村   | 1956年9月30日 併入小松市   | 小松市                    | 小松市                    |
| 古河村                    |                             | 1907年8月5日 合併為國府村   | 1907年8月5日 合併為國府村   | 1907年8月5日 合併為國府村   | 1956年9月30日 併入小松市   | 小松市                    | 小松市                    |
| 國造村                    | 國造村                      | 1907年8月5日 合併為國府村   | 1907年8月5日 合併為國府村   | 1907年8月5日 合併為國府村   | 1956年9月30日 合併為辰口町 | 2005年2月1日 合併為能美市 | 2005年2月1日 合併為能美市 |

## 交通

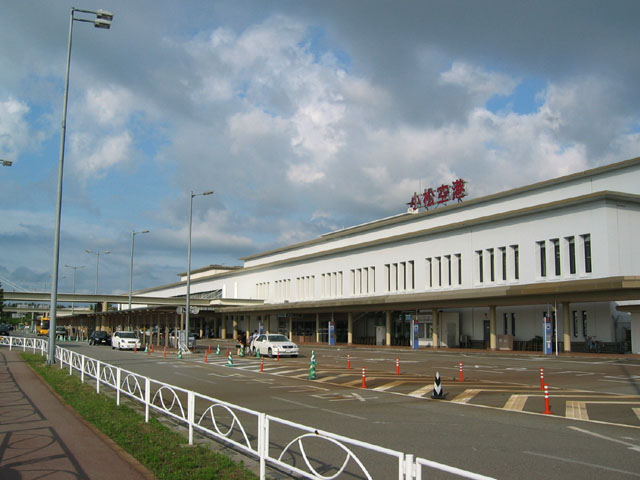
小松機場航站

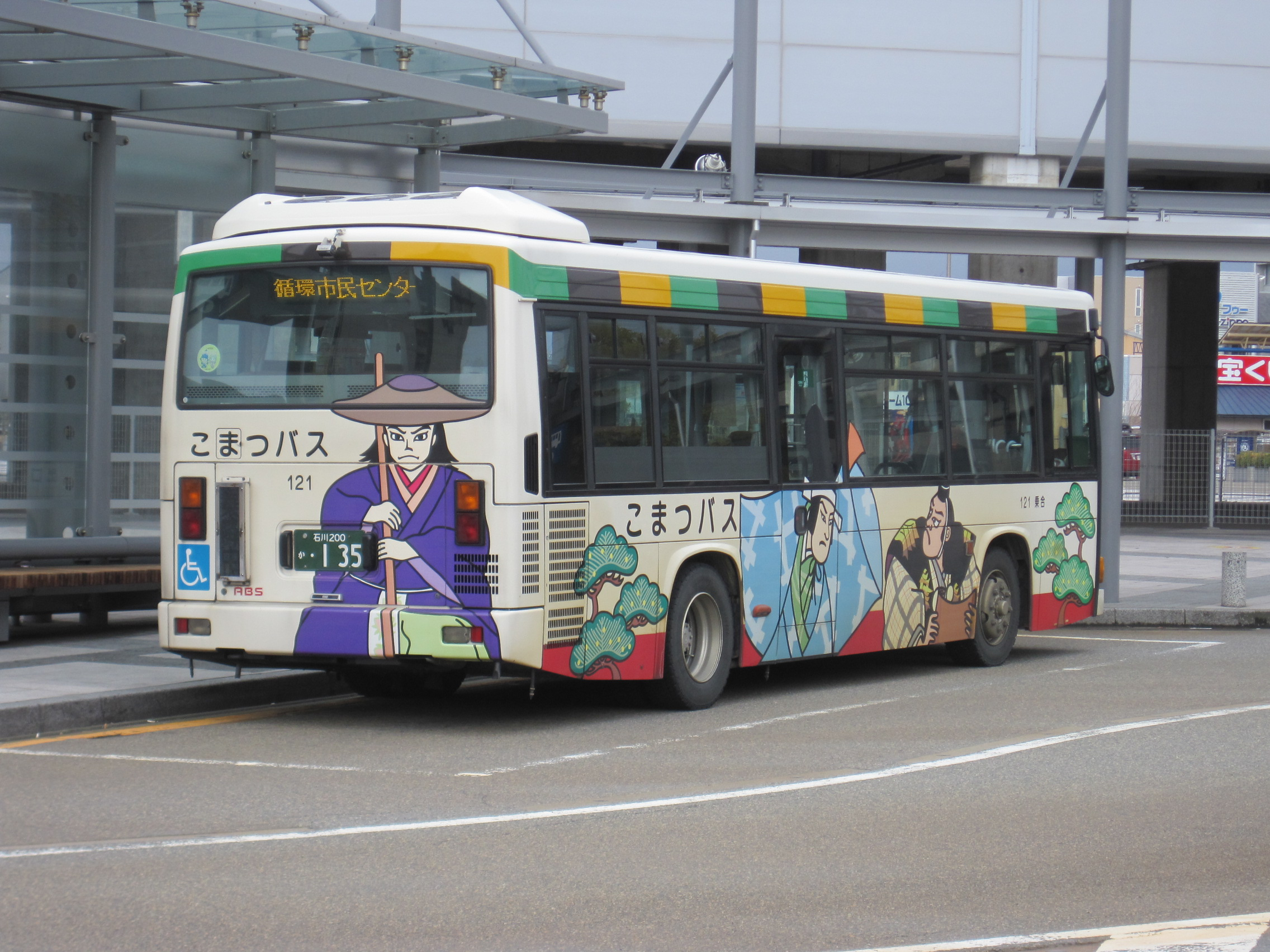
以勸進帳為彩繪主題的小松巴士車輛

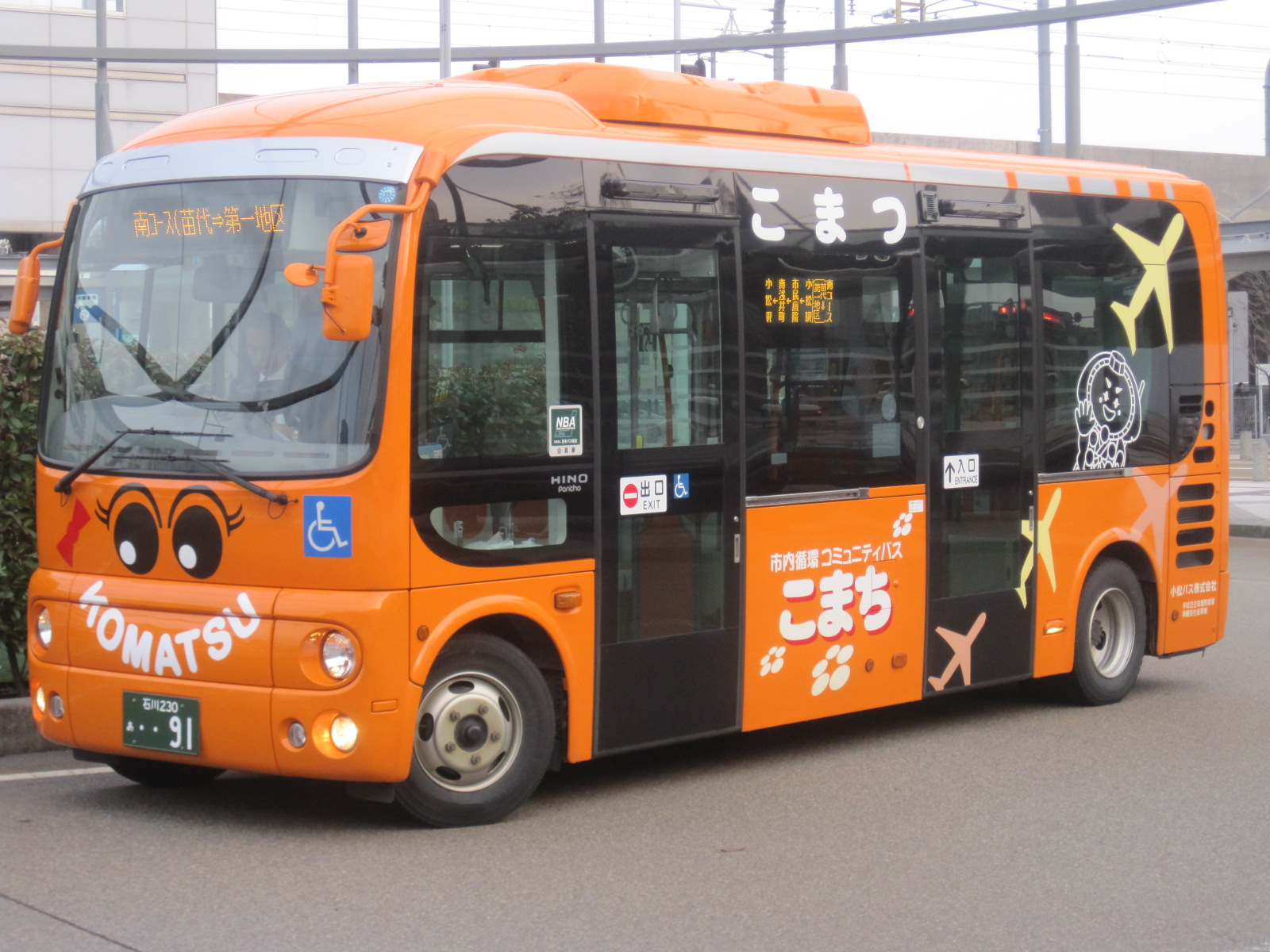
由小松市政府委託小松巴士營運的社區巴士

在市區西側的小松飛行場為北陸地方使用量最大的機場，自1990年代以後，每年約有兩百萬人次使用，除了有往返東京羽田、成田、札幌、仙台、福岡、那霸的定期航班外，在2000年代後，也開始積極拓展國際航線以吸引海外觀光客，目前已有往返韓國仁川國際機場、台灣桃園國際機場、中國浦東國際機場、香港國際機場的定期國際航班。
由西日本旅客鐵道北陸本線接手的IR石川鐵道IR石川鐵道線及高速公路北陸自動車道則是市內主要的對外交通路線，往北可至金澤、富山，往南可經福井、敦賀進入關西；市內最主要的車站是小松站，2024年北陸新幹線金澤至敦賀路段通車，小松站成為北陸新幹線上的一個車站，並繼承原北陸本線的職責。
同樣是縱貫石川縣的國道8號，在小松市內的路段則設有全線高架化的小松外環道路，可從市區東側山麓繞過市區。
現在的粟津車站過去還曾經有北陸鐵道經營的粟津線，可接往位於東南方約三公里外的粟津溫泉，在粟津溫泉還可以透過連絡線往南接往加賀市，並接入北陸鐵道其他鐵路路線；不過這兩條鐵路已先後在1962年及1971年停止營運。
在小松站過去也曾有北陸鐵道小松線和尾小屋礦山的尾小屋鐵道可分別往東往南通至位於山麓的鵜川町地區及南側山區內的尾小屋礦山，不過這兩條鐵路也已經先後在1986年和1977年停止營運。
目前北陸鐵道、名鐵巴士、西日本JR巴士、JR東海巴士、北鐵金澤巴士、阪急巴士、江之電巴士、西東京巴士、宮城交通都有經營行經小松市的高速巴士，藉由這些高速巴士可自名古屋、大阪、金澤、橫濱、東京、山形、仙台往返至小松。
市區內的客運路線則主要由北陸鐵道的子公司小松巴士所經營，同時小松市政府也有開設社區巴士行駛於小松車站至市內主要的公共設施及醫療機構之間。

### 鐵路
- IR石川鐵道
  - IR石川鐵道線：（←加賀市） - 粟津車站 - 小松站 - 明峰站 - （能美市→）
- 西日本旅客鐵道
  - 北陸新幹線：（←能美市） - 小松站 - （加賀市→）

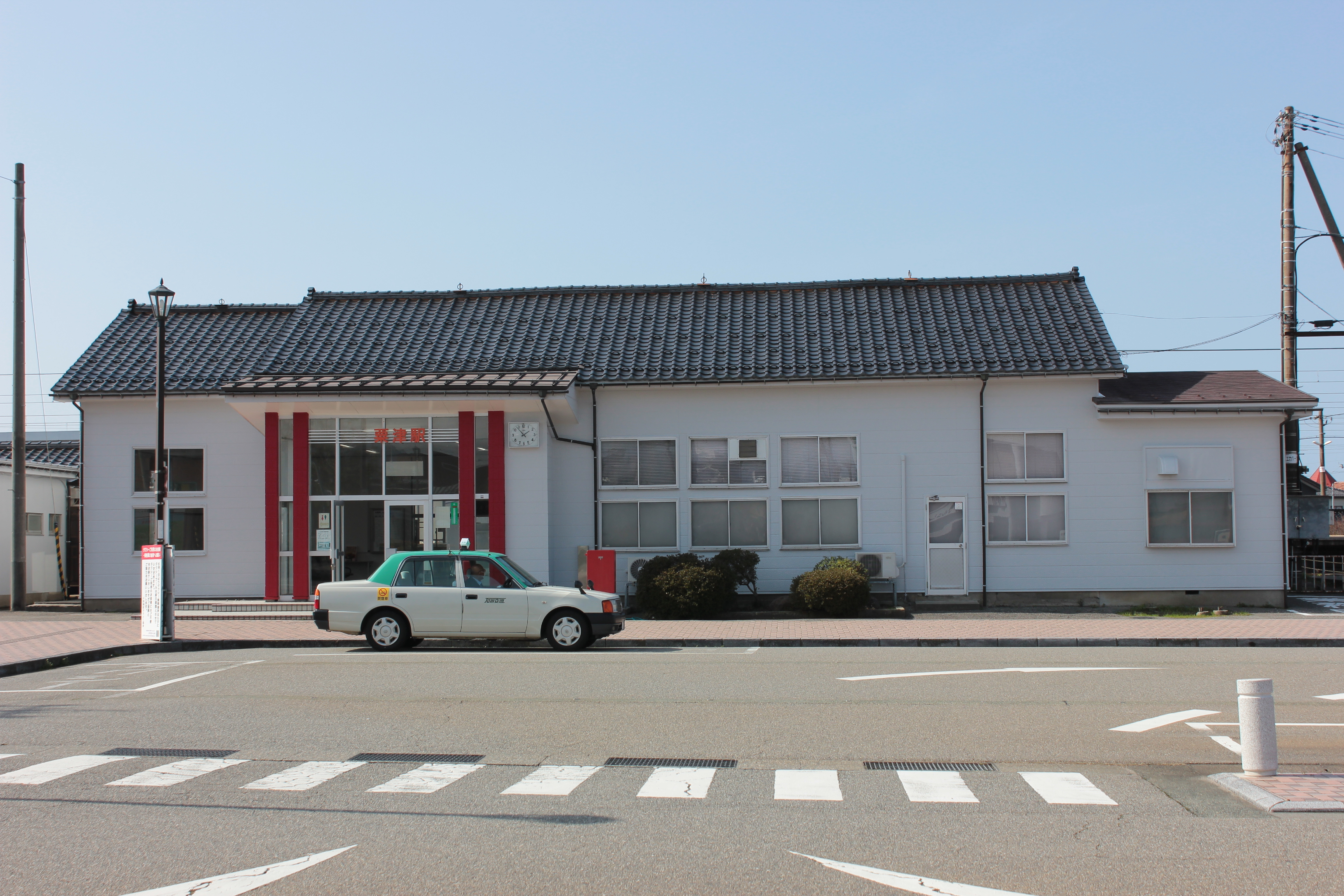
粟津站
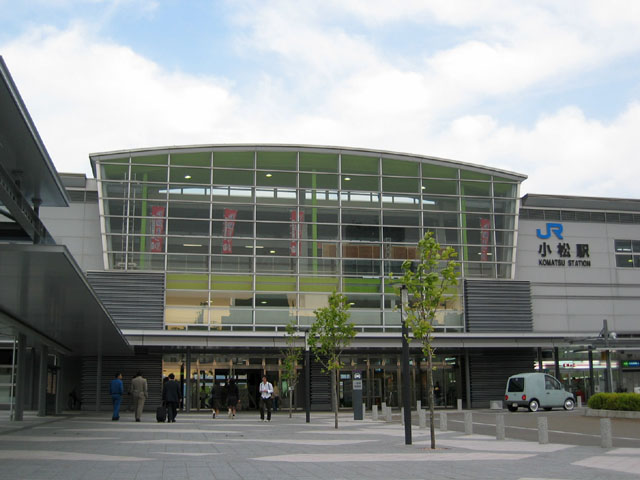
小松站西口

### 公路
高速公路
- 北陸自動車道：（加賀市） - 安宅休息區 - 小松交流道（日语：小松インターチェンジ） - （能美市）

## 觀光資源
位於市區西側海岸的安宅住吉神社為過去在12世紀安宅關的地點，也是被選入歌舞伎十八番之一的劝进帐的故事地點，該區域在1939年已以「安宅之關跡」之名被列為石川縣史跡，目前也被劃設為「安宅公園」並被列入「日本之歴史公園百選」之一。
每年五月在市內也會舉辦以兒童歌舞祭為主題的旅祭慶典，由兒童在山車上演出歌舞伎，此活動現也被列為日本的三大兒童歌舞伎之一，同時小松也會舉辦「日本兒童歌舞伎大會in小松」，由來自日本各地的小學生演出「勸進帳」。
位於市區內小松車站東側過去原為小松製作所小松工廠，小松製作所在小松工廠關閉後在此設立了博物館「小松之杜」，展示關於小松製作所歷史及建築機械設備，包括全世界最大的砂石車「小松930E」。
位於市區北側的蘆城公園為過去小松城的三之丸遺址所在，在園內有以小松人文歷史為主題的小松市立博物館，其南側也有以舊小松警察署廳舍所設立，為石川縣內第一個繪本圖書館的小松市立天空與兒童繪本館。
在轄區南部山麓的粟津溫泉為廣義加賀溫泉鄉的一部分，其歷史可追溯至西元8世紀，其中的溫泉旅館－法師更是自718年所創建，並曾在1996年獲金氏世界紀錄認證為世界最古老的旅館。
同樣在轄區南部的那谷寺為高野山真言宗別格本山，其歷史一樣可以追溯至西元8世紀，雖曾一度受到戰爭波及而荒廢，不過在17世紀加賀藩藩主前田利常於小松城隱居時期將其重建，其內包括本堂、書院、三重塔、護摩堂、鐘樓都是建於該時期，現也被列為國家重要文化財產。

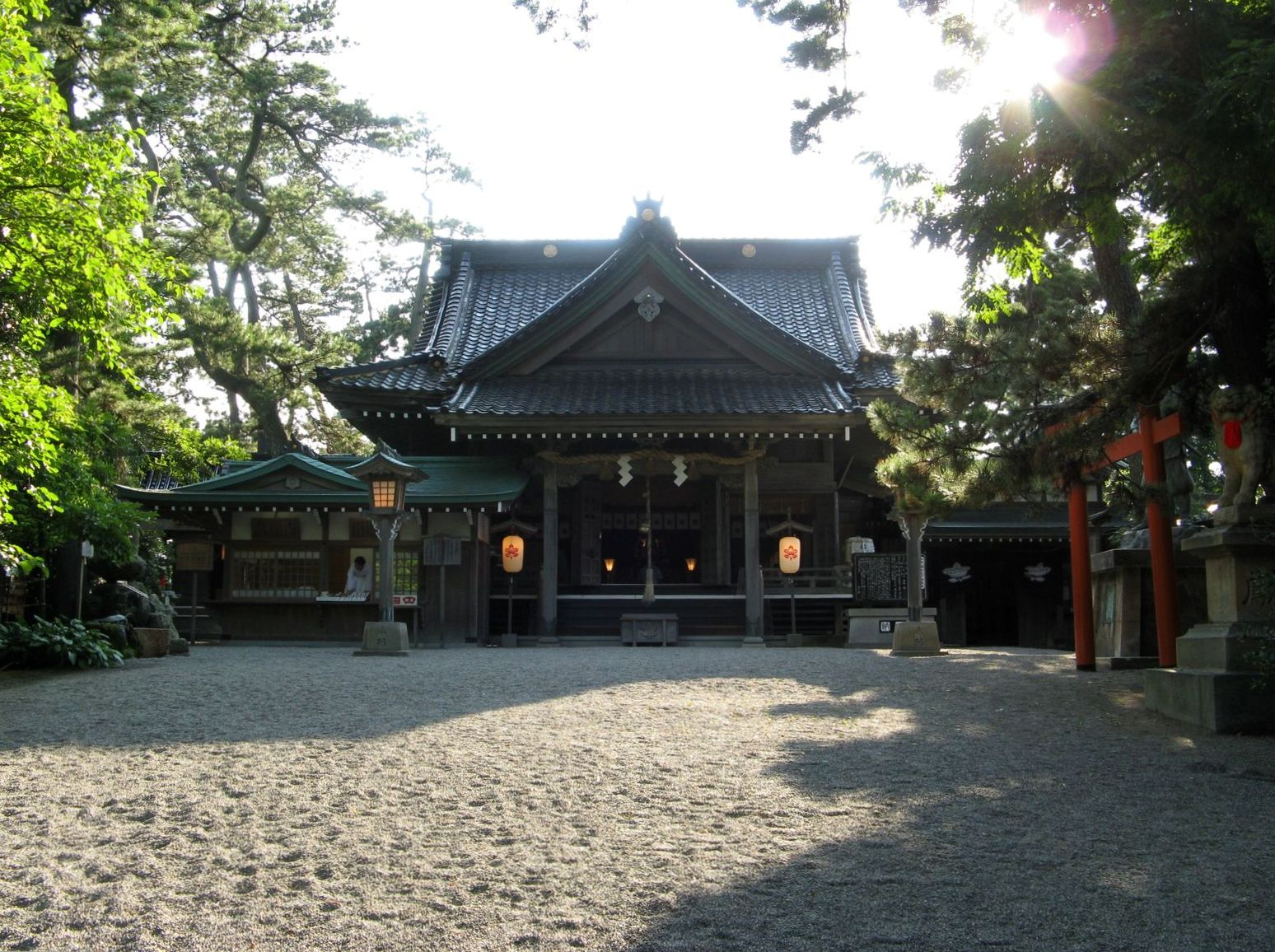
安宅住吉神社　拜殿
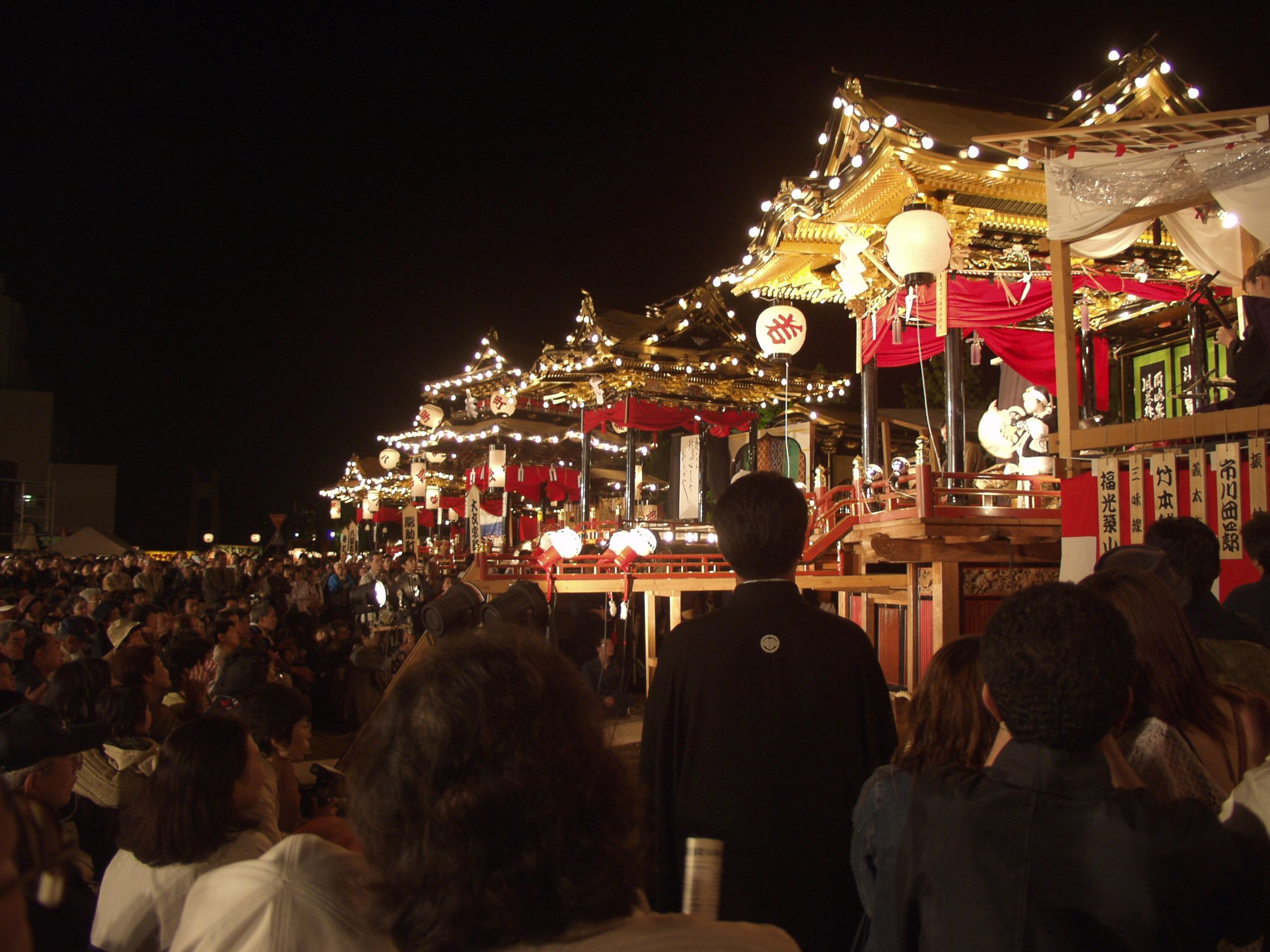
小松旅祭中供兒童演出歌舞伎的山車
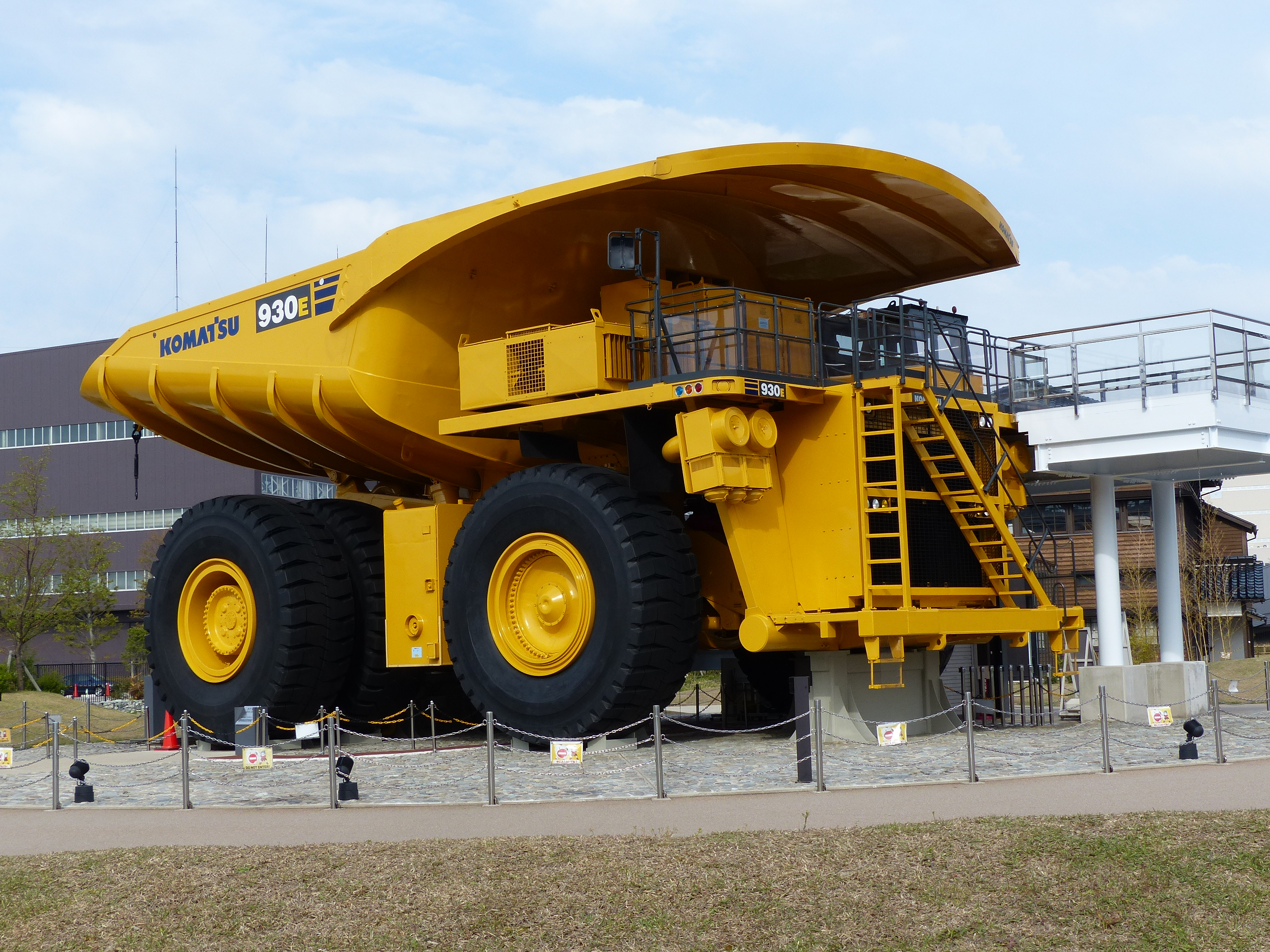
於小松之杜展示的括全世界最大的砂石車「小松930E」
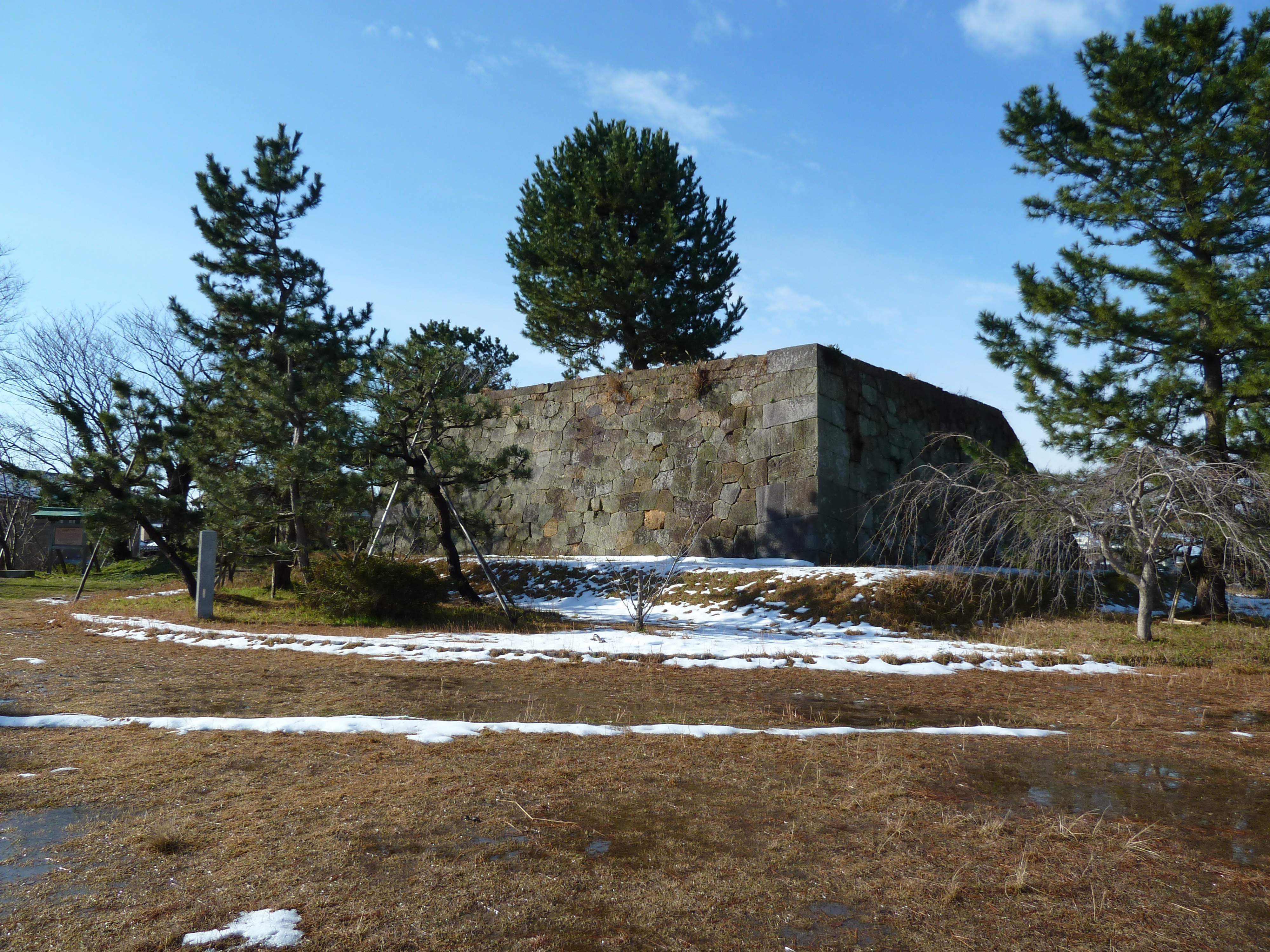
小松城天守台
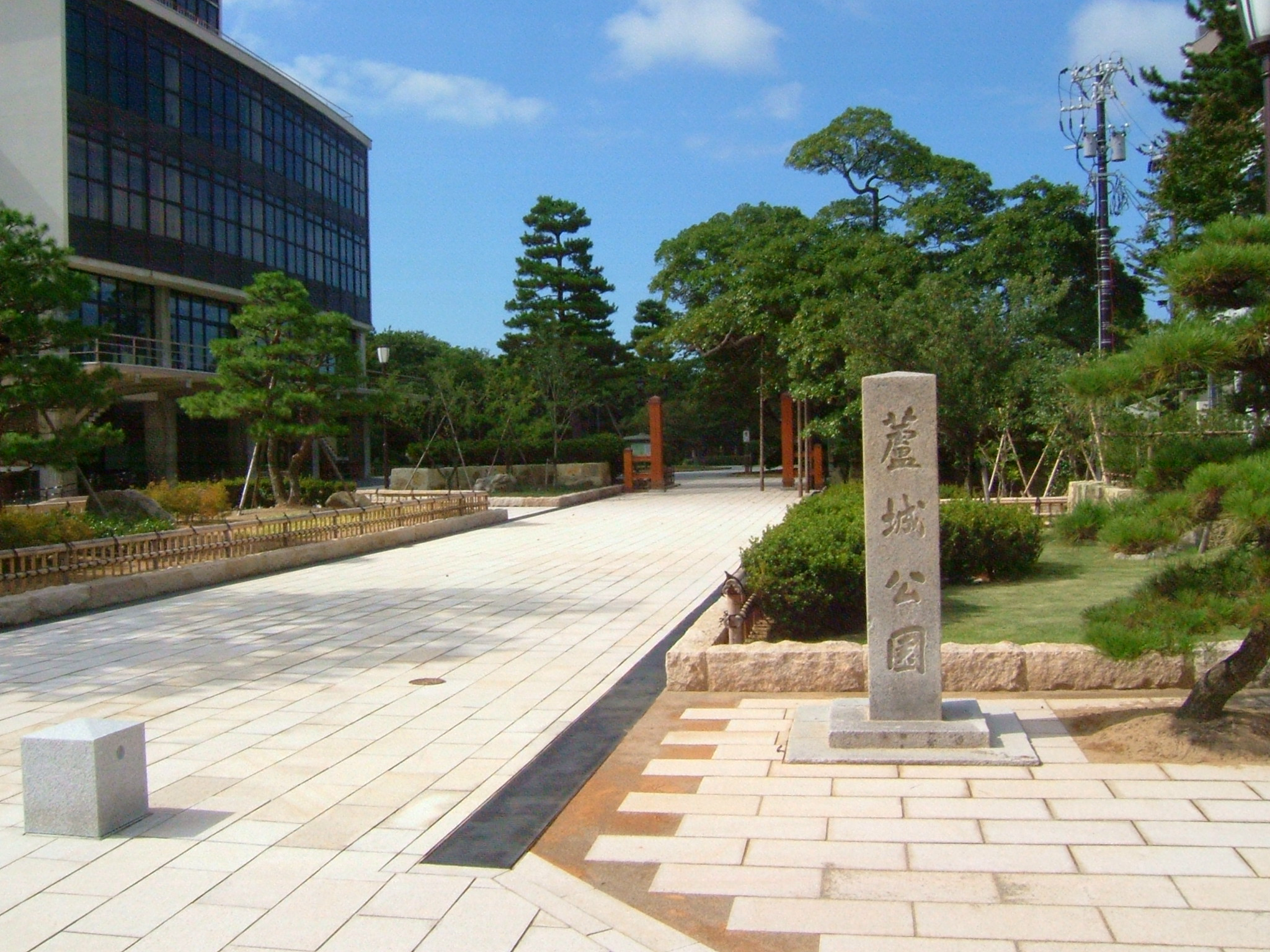
蘆城公園
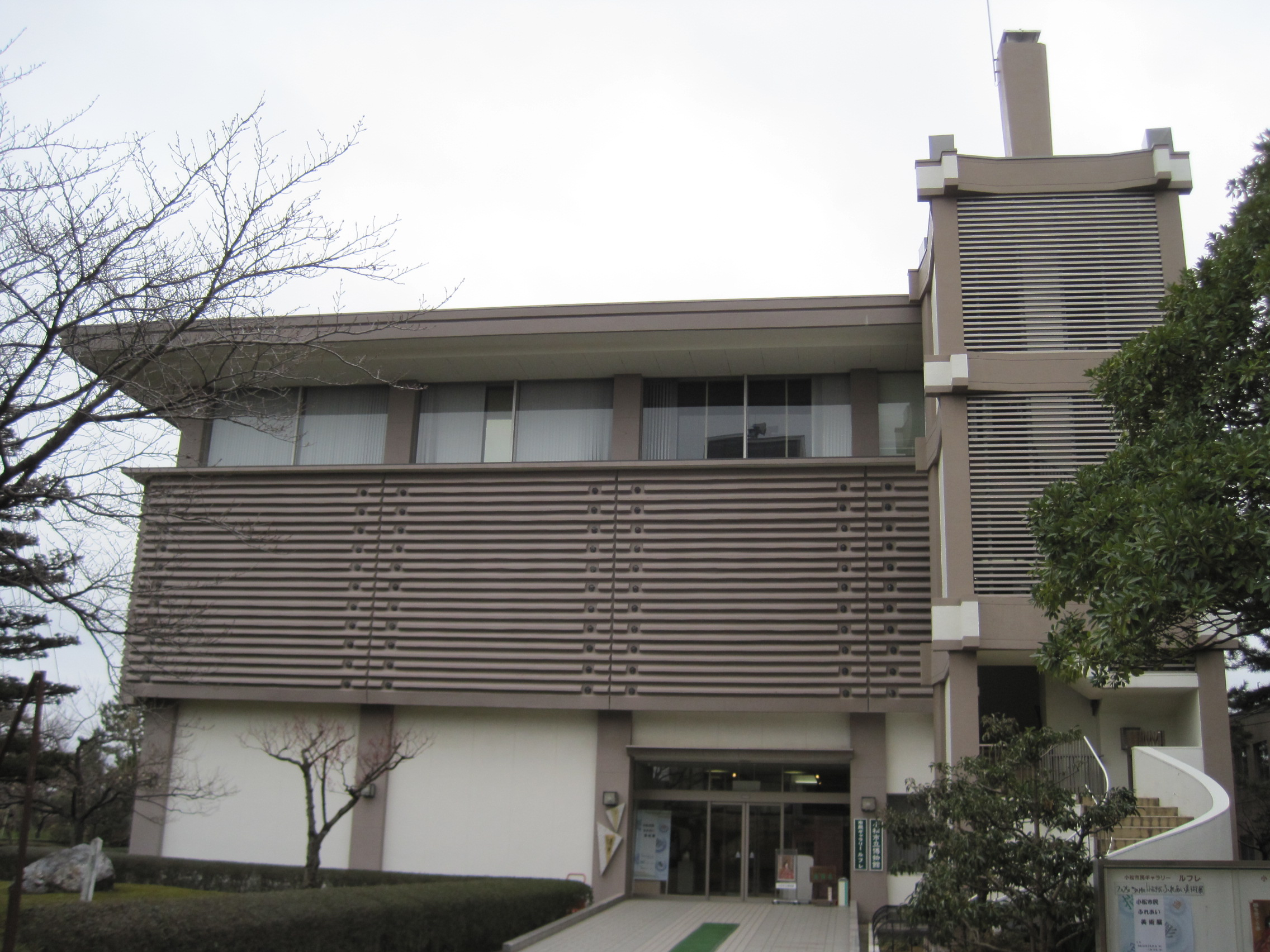
小松市立博物館
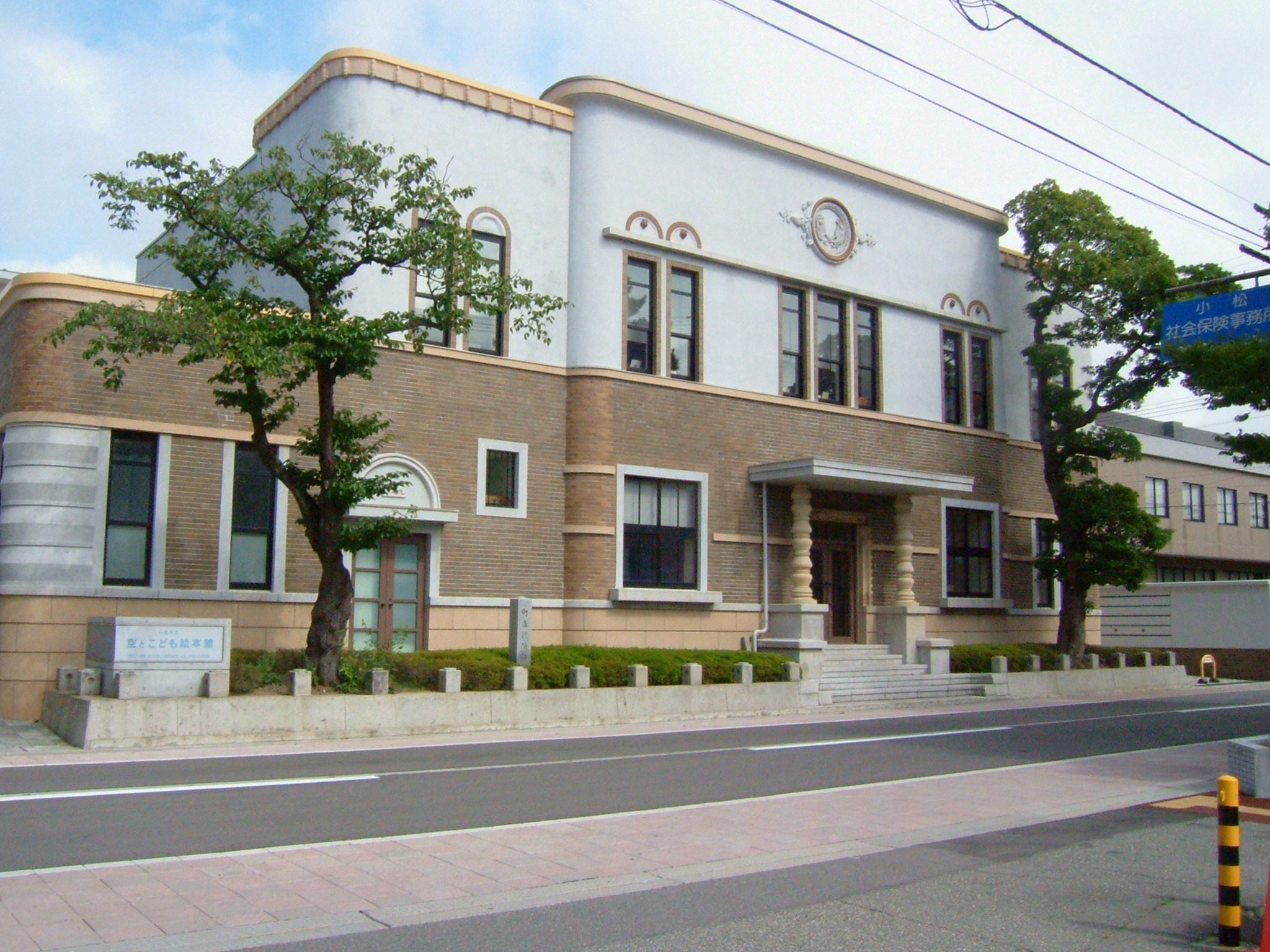
小松市立天空與兒童繪本館
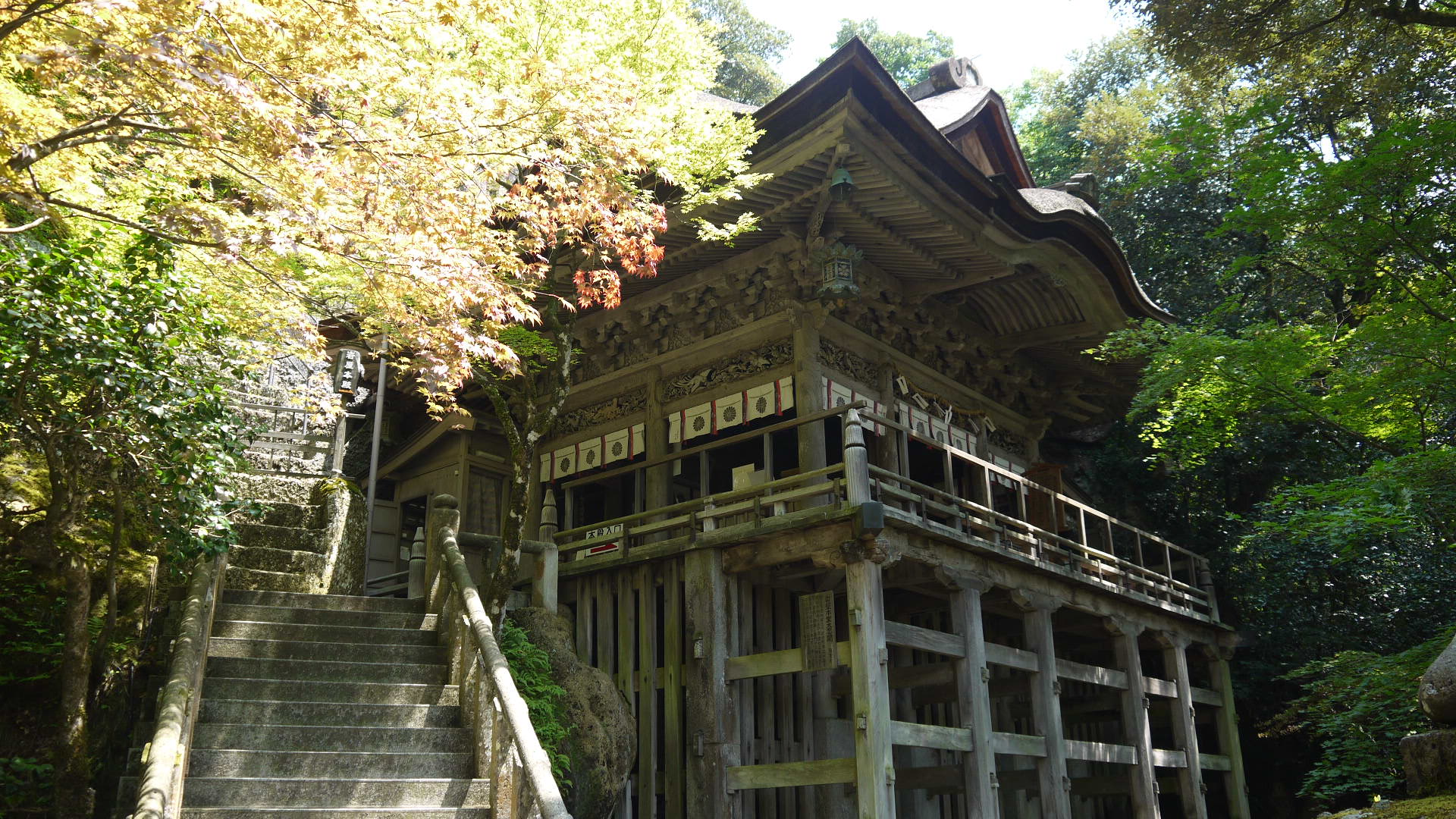
那谷寺本堂

## 教育

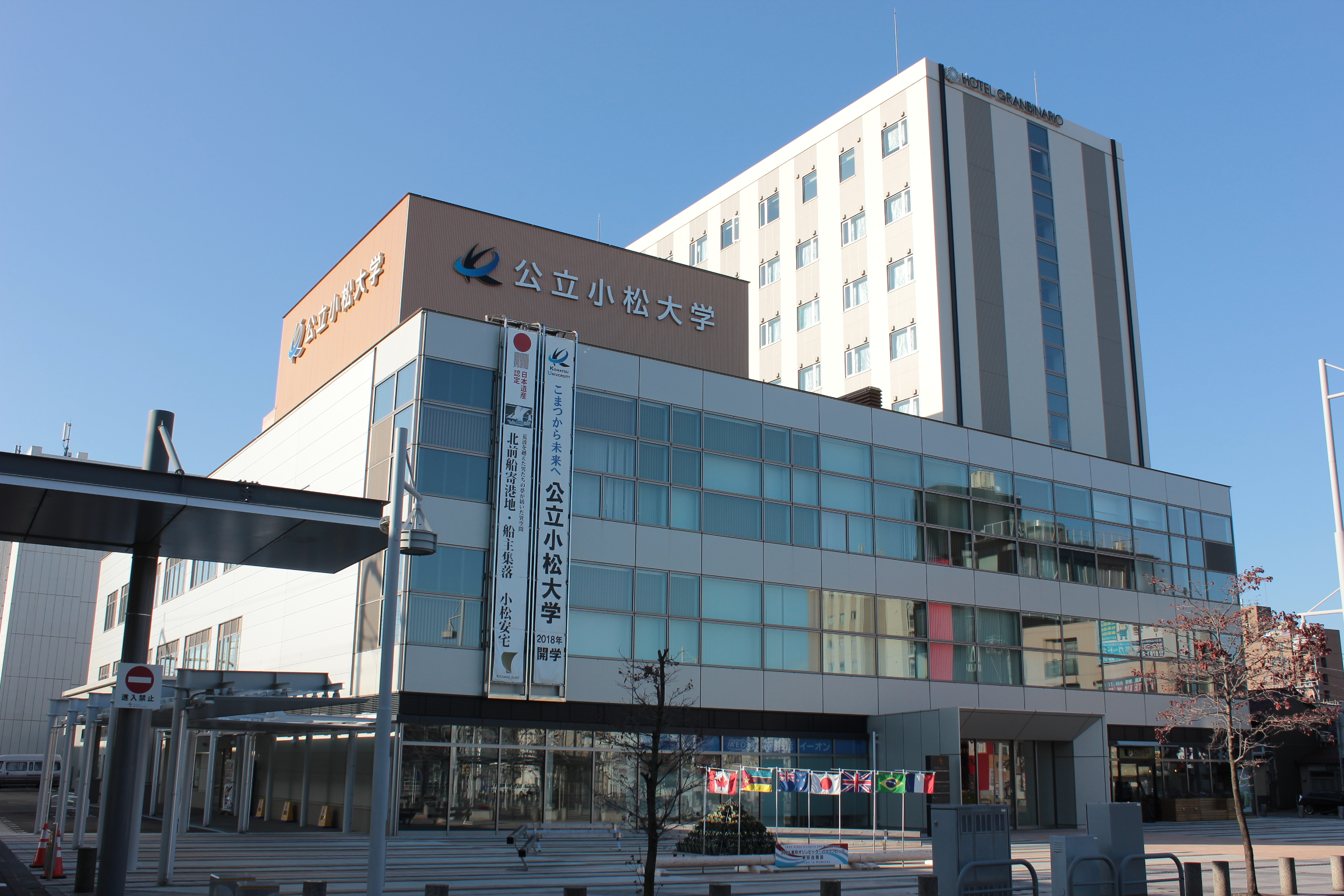
公立小松大學中央校區的校舍

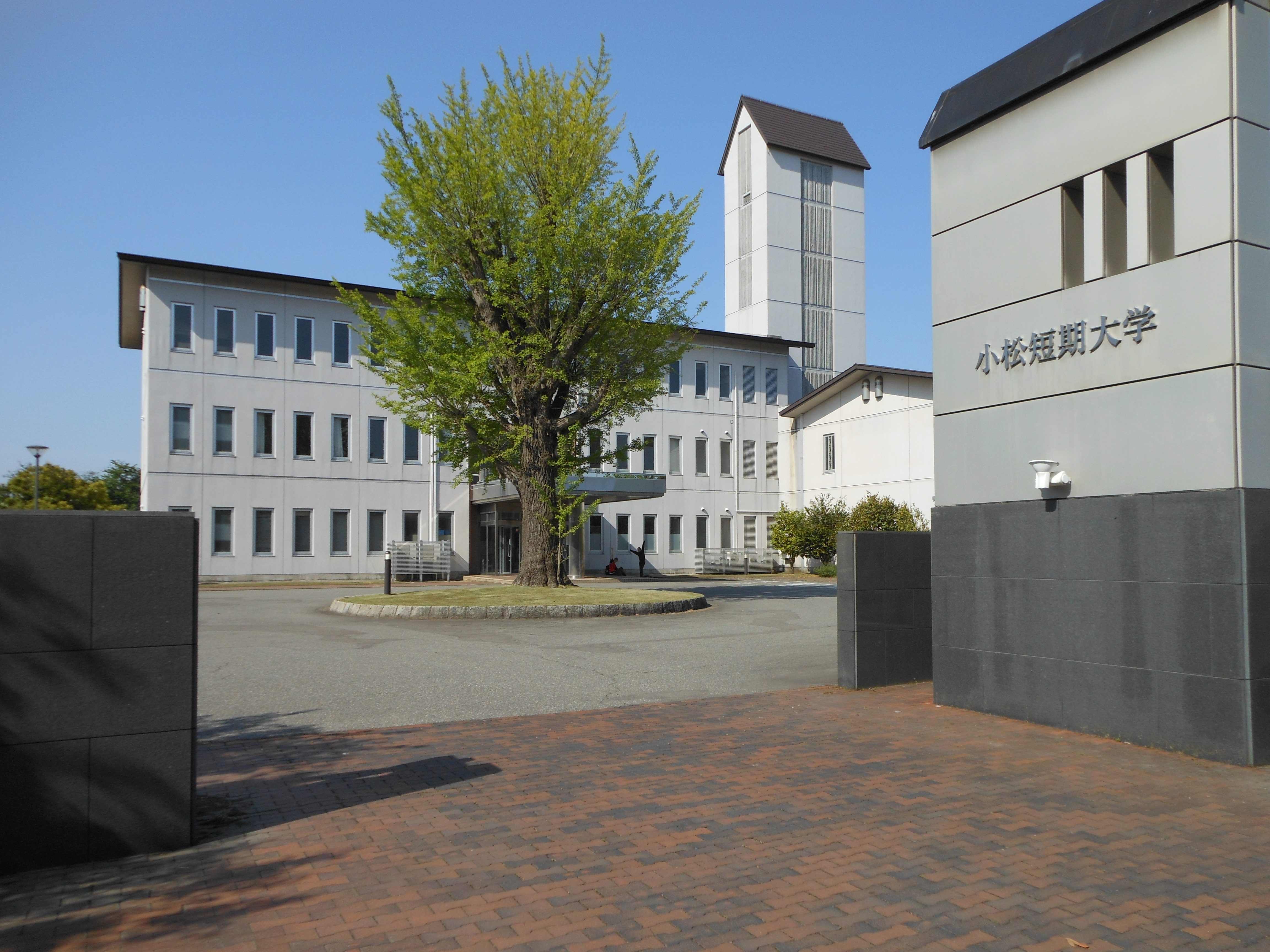
公立小松大学粟津校區的校門，過去原為小松短期大學使用

在小松市政府的主導下，在2018年將原本的小松短期大学及小松看護學校整併為公立小松大学，目前也是市內唯一的高等教育學校，其開設的科系包括國際文化交流學部、生產系統科學部及保健醫療學部。

## 姊妹、友好城市

### 日本
- 高岡市（富山縣）：兩地簽署災害時相互應援協定。

### 海外
- 蘇扎諾（巴西圣保罗州）
兩地於1972年締結為姊妹城市。[26]
- 菲尔福德（比利時弗拉芒-布拉班省）
兩地於1974年締結為姊妹城市。[26]
- 蓋茨黑德（英國英格蘭泰恩-威爾郡）
兩地於1991年締結為姊妹城市。[26]
- 济宁市（中國山东省）
兩地於2008年締結為姊妹城市。[26]
- 桂林市（中國广西壮族自治区）
- 昌宁郡（韓國庆尚南道）
兩地於1996年締結為友好都市。[26]
- 安加尔斯克（俄羅斯伊尔库茨克州）
兩地於2017年締結為友好都市。[26]
- 彰化市（台灣彰化縣）
兩地於2017年締結為友好都市。[26]

## 註解
1. ↑  於1871年第一次設立的福井縣，與現在的福井縣沒有直接關係。
2. ↑  在2011年，金氏世界紀錄改認證位於日本山梨縣早川町西山溫泉（日语：西山温泉 (山梨県)），建於公元705年的慶雲館為世界最古老的旅館。

## 外部連結
- （日語）小松市政府的Facebook專頁
- （日語） 小松市的X（前Twitter）
- （日語） 小松市_komatsucity的Instagram帳戶
- （日語） 小松旅遊指南 （页面存档备份，存于）
  - （简体中文） 小松旅遊指南 （页面存档备份，存于）
- （日語） 小松溫泉旅館觀光協會 （页面存档备份，存于）